# Physisporinus
Physisporinus P. Karst. (zmiennoporek) – rodzaj grzybów z rodziny strocznikowatych (Meruliaceae). W Polsce występuje jeden gatunek.

## Charakterystyka
Grzyby kortycjoidalne o bazydiokarpie rocznym, rozpostartym, o konsystencji od miękkiej do woskowatej. Powierzchnia po wyschnięciu lub uszkodzeniu zmienia barwę. Hymenofor poroidalny z okrągłymi porami. System strzępkowy monomityczny, strzępki generatywne ze sprzążkami lub z prostymi przegrodami. Cystyd brak. Podstawki maczugowate z 4 sterygmami, ze sprzążką lub prostą przegrodą u podstawy. Bazydiospory kuliste do jajowatych, gładkie, cienkościenne, nieamyloidalne. Powoduje białą zgniliznę drewna.
Physisporinus ma owocniki woskowate lub nieco galaretowate, które często zmieniają kolor pod wpływem uszkodzenia lub suszenia. Podobny do niego Rigidoporus ma bardzo twarde owocniki, a jego strzępki generatywne są bardzo grubościenne i można je łatwo uznać za strzępki szkieletowe. Oba rodzaje były przez niektórych mykologów traktowane jako synonimy.

## Systematyka i nazewnictwo
Pozycja w klasyfikacji według Index Fungorum: Meruliaceae, Polyporales, Incertae sedis, Agaricomycetes, Agaricomycotina, Basidiomycota, Fungi.
Polską nazwę nadał Władysław Wojewoda w 1999 r. W polskim piśmiennictwie mykologicznym należące do tego rodzaju gatunki opisywane były także jako podstawnica lub porak.
Gatunki:
- Physisporinus africanus Decock & Ryvarden 2021
- Physisporinus carneopallens (Berk.) Murrill 1947
- Physisporinus castanopsidis Jia J. Chen & Y.C. Dai 2021
- Physisporinus crataegi F. Wu, Jia J. Chen & Y.C. Dai 2017
- Physisporinus lavendulus F. Wu, Jia J. Chen & Y.C. Dai 2017
- Physisporinus resinosus Ipulet & Ryvarden 2005
- Physisporinus rivulosus (Berk. & M.A. Curtis) Ryvarden 1984
- Physisporinus roseus Jia J. Chen & Y.C. Dai 2021
- Physisporinus subcrocatus F. Wu, Jia J. Chen & Y.C. Dai 2017
- Physisporinus sulphureus Y.C. Dai 2018
- Physisporinus tibeticus F. Wu, Jia J. Chen & Y.C. Dai 2017
- Physisporinus vitreus (Pers.) P. Karst. 1889 – zmiennoporek szklisty

Wykaz gatunków i nazwy naukowe na podstawie Index Fungorum. Nazwy polskie według Władysława Wojewody.